# Orudiza placidaria
Orudiza placidaria är en fjärilsart som beskrevs av Walker 1861. Orudiza placidaria ingår i släktet Orudiza och familjen Uraniidae. Inga underarter finns listade i Catalogue of Life.